# Корке
Корке (исп. Corque, кечуа Qurqi ) — город в западной части Боливии. Административный центр провинции Карангас в департаменте Оруро. Расположен примерно в 100 км к юго-западу от города Оруро, на высоте 3775 м над уровнем моря, в долине реки Корке.

## Население
Население по данным переписи 2001 года составляло 845 человек; данные на 2010 год сообщают о населении 1037 человек.